# شيلوة عليا
شيلوة عليا (بالإنجليزية: Shilveh-ye Olya)‏ هي قرية تقع في أردبيل في إيران. يقدر عدد سكانها بـ 217 نسمة بحسب إحصاء 2016.